# Манхеттенський дизайн
Manhattan Design — це нью-йоркська студія графічного дизайну, яка працювала з 1979 по 1991 рік. Вона відома розробкою логотипу MTV, а також дизайном упаковок для альбомів, плакатів, книг та журналів. Студія також створила адаптовану версію фігури «Місячна людина», яка стала нагородою для MTV Video Music Awards, засновану на початковій ідеї першого креативного директора MTV Фреда Зайберта. Протягом майже чотирьох років ця фігура з'являлася в годинних промо-роликах, які транслювалися близько 75 000 разів.

## Історія
Партнери студії — Пет Горман, Френк Олінскі та Патті Рогофф — зустрілися під час роботи у відділі дизайну в Інституті Аріка. У 1979 році вони заснували Manhattan Design і відкрили свій перший офіс у маленькій кімнаті за студією тай-цзи на другому поверсі над CO Bigelow Apothecaries у районі Грінвіч-Віллидж.

### Дизайн логотипу MTV
Наприкінці 1980 року, ще до того, як канал офіційно отримав назву MTV (спочатку він називався «Музичний канал», за аналогією до The Movie Channel), креативний директор Фред Зайберт звернувся до студії з проханням розробити логотип для нового каналу. Він знав Олінскі з дитинства, оскільки той створював обкладинки для лейбла Зайберта Oblivion Records ще в 1975 році. Manhattan Design підготували сотні варіантів, але коли остаточно було вирішено назвати канал MTV, Горман намалював літеру «М» у товстому тривимірному шрифті без зарубок, а Олінскі додав «TV» у стилі «нової хвилі». Після обговорень Олінскі пішов далі, розмалювавши «М» у стилі графіті й представивши остаточний дизайн із плямами фарби.
Після затвердження логотипу студії доручили створити корпоративні кольори для каналу. Однак замість традиційного підходу вони вирішили зробити логотип «хамелеоном», без фіксованої кольорової палітри, що дозволило використовувати «М» і «TV» у будь-яких варіаціях. Така гнучкість і динамічність логотипу MTV вплинула на сучасну культуру дизайну.
Співпраця з MTV зробила студію Manhattan Design відомою в колах «хіп-проектів». Вони працювали з такими виконавцями, як The B-52s, The Cars, Billy Idol, Duran Duran, REM, Sting, 10 000 Maniacs, Сюзанна Вега та інші.

## Закриття
Коли у 1991 році студія припинила свою діяльність, Патті Рогофф приєдналася до команди MTV Networks Creative Services, Френк Олінскі став провідним дизайнером обкладинок альбомів, а Пет Горман розпочав кар'єру акупунктуриста.